# IG Blech
IG Blech ist eine 20-köpfige Straßenaktionsmusikband aus Berlin. Das Repertoire umfasst rhythmisch inspirierte Musik aus der ganzen Welt und wird von der Band selbst als HeavyMessingWorldMusic bezeichnet.
Die klassische Marchingbandformation (4 Trompeten, 4 Posaunen, Tuba, Helikon, Baritonsaxophon, Querflöte, Klarinette, Sopran-, Alt-, Tenorsaxophon, Percussion) ist gender-paritätisch besetzt. IG Blech versteht sich als feste Institution der Berliner off-Kultur-Szene und unterstützt z. B. Flüchtlingsinitiativen, Straßenfeste und gesellschaftspolitische Manifestationen. Sie entstammt der linksalternativen Szene Berlins, die aus der 68er-Bewegung hervorging.

## Bandgeschichte
Die Gruppe wurde Mitte der 1970er Jahre als „Rotes Signal“ gegründet und hatte ihren ersten Auftritt an Silvester 1974 vor dem Max und Moritz in der Oranienstraße in Berlin-Kreuzberg. Sie gehörte zunächst zur Kommunistischen Partei Deutschlands (Aufbauorganisation) (KPD-AO), einer maoistischen K-Gruppe, und spielte fast ausschließlich als Marschformation auf den Demonstrationszügen dieser Organisation. Im Spannungsfeld der gesellschaftlichen Auseinandersetzungen dieser Zeit und stark beeinflusst vom Sogenannten Linksradikalen Blasorchester entwickelte sich bald ein europäischer und kulturorientierter Musikansatz. 1984 und 1988 führte die Band ein viertägiges „Blechreiz“-Festival in West-Berlin durch (1988 mit Unterstützung der Berliner Senatsverwaltung für Kultur (Kultursenator Volker Hassemer)), bei dem sich 300 Musiker aus ganz Europa trafen und gemeinsam musizierten. Konzertreisen in europäische (u. a. Italien, Großbritannien, Frankreich, DDR, Ungarn) und außereuropäische Länder (u. a. Mexiko, Costa Rica, Panama, Kuba, Trinidad & Tobago) folgten. Die Band trat auf verschiedenen Kulturfestivals auf, unter anderem auf dem Beaucaire Festival und dem Carnival de Nice, bei der Fête de la Musique 1997 und bei den Jubiläumsfestlichkeiten des Radiosenders SFB4 Radio MultiKulti FM 106,8. Seit 2006 trat IG Blech mehrfach als Begleitband beim Politischen Aschermittwoch Berlin (Arnulf Rating und Maulhelden Büro) auf. Einige Bandmitglieder sind seit der Gründung dabei.
Die Musik von IG Blech kam in einigen Filmproduktionen zum Einsatz u. a. Löwenzahn, Peter und die Wunderlampe, der ZDF-Produktion Leben in der Sperrzone vom 25. Dezember 2014, TV-Wahlkampfspots der Alternativen Liste 1988, in der Theaterproduktion warten auf g und bei Rosas Welt, einer Dokumentation über Rosa von Praunheim vom 24. November 2012.

## Musikstil
Mit den Jahren erweiterte die Formation ihr musikalisches Programm. Heute stehen Konzertauftritte mit Publikumsanimation, Karnevalsumzüge, Straßenfeste und Jubiläumsfeiern auf dem Programm. Die Musik umfasst Serbische Brass-Musik, brasilianische Samba, afrikanischen Groove, Calypso, Funk, neapolitanische Tarantella, Filmmusik und jiddischen Klezmer. Die Band spielt immer noch, wie in den 1970er und 1980er Jahren auf politischen Demonstrationen und traditionell beim 1. Mai in Kreuzberg, ist aber heute auch der Unterhaltungsmusik verbunden.

## Wettbewerbe und Preise
- 1990: Preisträger beim Rock-Wettbewerb des Berliner Senats
- 1998: Preisträger beim Musikpreis der Kulturen in Berlin „Musica vitale '98“[5]

## Diskografie

### Eigene Tonträger
- 1991: IG Blech live – CD und Musikkassette mit Unterstützung der Senatsverwaltung für Kulturelle Angelegenheiten Berlin
- 2003: Etwas hat überlebt – IG Blech II, Eigenproduktion mit dem Preisgeld von Musica Vitale, Berlin

### Kompilationen
- 1981: Lieder für Instandbesetzer – Live aus dem Berliner Metropol. LP des Mitschnitts eines Konzerts mit Bettina Wegner, Walter Mossmann, Teller Bunte Knete u. a. (Mood Records)
- 2001: Weltmusikstadt Berlin – Preisträger von Musica vitale (Oriente Musik)